# ژان اوستاش
ژان اوستاش (فرانسوی: Jean Eustache‎; ۳۰ نوامبر ۱۹۳۸ – ۵ نوامبر ۱۹۸۱) هنرپیشه، کارگردان، فیلم‌نامه‌نویس و تهیه‌کننده اهل فرانسه بود. وی بین سال‌های ۱۹۶۱ تا ۱۹۸۰ میلادی فعالیت می‌کرد.
از فیلم‌هایی که وی در آن نقش داشته است، می‌توان به دوست آمریکایی، مامان و روسپی و تعطیلات آخر هفته اشاره کرد.